# Anneli Furmark
Sofie Anneli Furmark, född 1 april 1962 i Vallentuna i Stockholms län, är en svensk serieskapare. Hon är utbildad på konsthögskolan i Umeå och debuterade som serieskapare 2002. Sedan dess har hon producerat tio seriealbum, varav fyra belönats med Urhunden som årets originalsvenska seriealbum. I sina stillsamma relationsdramer beskriver Furmark ofta sin uppväxt eller mer allmänt norrländska miljöer; hon är uppvuxen i Luleå och bor i Umeå.

## Biografi

### Uppväxten
Furmark växte upp i Gammelstad i Luleå kommun. Som barn ritade och skrev hon långa historier, och i 20-årsåldern bestämde hon sig för att satsa på bildskapandet även som yrke. Hon gick i Sunderby folkhögskola nordväst om Luleå.

### Till Umeå via Stockholm
Därefter antogs Furmark till Konstfackskolan, linjen för grafisk formgivning och illustration, och flyttade därför 1983 till Stockholm. Hon avbröt dock studierna eftersom hon hellre ville arbeta med fri konst. Furmark hade inte planerat att flytta norrut igen, men antogs 1991 till Konsthögskolan i Umeå. Där gick hon 1997 ut med magisterexamen.

### Första serierna
Efter konsthögskolan skaffade Furmark egen ateljé och var fortfarande inriktad på måleriet. 1999 började hon dock teckna serier.
| ”                 | Jag ville berätta om min uppväxt och då var det en form som passade bra. | „ |
| – Anneli Furmark, |                                                                          |   |

De första publiceringar skedde i tidskrifterna Galago och Hjälp!. Det första albumet, Labyrinterna och andra serier (2002), är en samling kortare serier inspirerade av hennes uppväxt i Norrbotten, och året efter deltog hon i Seriefrämjandets utgivning av små "Lantis"-häften (Tant Oro slår en signal).

### Genombrottsalbum
Det var med sina två nästa album Amatörernas afton och Jamen förlåt då som Furmark kom att slå igenom på allvar. Bägge är samlingar av serienoveller, varav en del tidigare publicerade. Båda belönades av Seriefrämjandet med Urhundenplaketten som årets bästa originalsvenska seriealbum, och om den senare ansåg Helsingborgs Dagblad att "/.../ hur präglade vi blir av vår uppväxtmiljö och våra förutsättningar handlar Anneli Furmarks berättelser. Hennes karaktärer befinner sig ständigt på gränsen till något nytt och de vågar låta livet ta oväntade vändningar. Furmarks teckningar är laddade med värme och ångest, de mörka skissartade strecken bildar fond till de lättare porträtten."

### Serieromaner
2009 bröt Furmark mot sin vardagsnära stil och kom med något av ett science fiction-album. I serienovellen August & jag beskrev hon hur hon en slaskig januaridag tar en promenad och vid Tegnérlunden stöter ihop med en djupt förvirrad man i ålderdomliga kläder, nämligen August Strindberg. Resten av historien kretsar kring berättarjagets alla frågor omkring och till honom, som alltså uppträder ett sekel efter sin livstid.
Furmarks album 2010, serieromanen Fiskarna i havet, är en relationsberättelse som utspelar sig runt en bohuslänsk konstskola studieåret 1990–1991. Furmark gick vid den tiden själv på Gerlesborgsskolan i Bohuslän, och vissa inslag i berättelsen speglar hennes egna upplevelser.
I samband med Stockholms internationella seriefestival släpptes i april 2012 serieromanen Jordens medelpunkt. Berättelse om 16-årige Axel, hans mamma Marie och hennes nya man Toralf utspelar sig på Island och har hämtat några tydliga drag från romanen Till jordens medelpunkt av Jules Verne.
I februari 2013 – december 2015 var Furmark till ledamot av den statliga Konstnärsnämnden.
Sedan 2010 har Anneli Furmark publicerats på fem språk utöver svenska.

## Stil, motiv, förhållningssätt och inspiration
I tidiga serier kände sig Furmark låst till en layout med sex serierutor per sida. I novellen "Inland" från 2007 års Jamen förlåt då prövade hon en friare stil, med större rutor – ibland på hela sidor. Hon arbetade då med färg. Den stilen har hon fortsatt med i senare serieromaner, där även större sekvenser kan bli helt ordlösa. Furmark anser själv att hennes konstnärliga arbete utvecklats via hennes serietecknande och vägrar att separera de två konstarterna:
| ” | Jag har liksom en käpphäst som jag alltid vevar med, och det är att serier är bildkonst. En form av. Ingen motsats. | „ |

Furmark har haft ett flertal egna konstutställningar samt deltagit i grupputställningar i Sverige, England, Sydkorea och Polen. Hennes måleri har fortsatt, men successivt har det blivit mer tecknade serier och mindre bilder utan text. Furmark har en klar uppfattning om vad hon vill säga med sina serier och anser sig väldigt upptagen med bilderna, där människorna blir till när bilden väl är klar. Det norrländska landskapet är viktigt för hennes serier.
Inspirationskällorna är många. Allra överst för Furmark, vars böcker ofta bär ett stråk av melankoli, står dock Tove Jansson.

### Egna böcker (översättningar med indrag)
- 2002 – Labyrinterna och andra serier, Optimal Press. ISBN 91-88334-465.
- 2003 – Tant Oro slår en signal, Seriefrämjandet. ISBN 91-85161-047.
- 2004 – Amatörernas afton, Optimal Press. ISBN 91-88334813.
- 2007 – Jamen förlåt då, Kartago förlag. ISBN 978-91-89632868.
- 2009 – August & Jag, Ordfront Galago. ISBN 9789170374456.
- 2010 – Fiskarna i havet, Kartago förlag. ISBN 97891 86003 579.
  - 2010 – Peindre sur le rivage (översättning av Fiskarna i havet), Actes Sud - L’An 2 (franska)
- 2012 – Jordens medelpunkt, Kartago förlag. ISBN 978-91-86003-968.
  - 2013 – Le Centre de la Terre (översättning av Jordens medelpunkt), Edition cà et lá (franska)
- 2015 –  Den röda vintern. Stockholm: Kartago. ISBN 9789175150789
  - 2015 – Hiver rouge (översättning av Den röda vintern), Éditions çà et là (franska)
- 2016 – En sol bland döda klot, Kartago förlag. ISBN 978-91-75151-892.
  - 2017 – Un soleil entre des planètes mortes (översättning av En sol bland döda klot), Éditions çà et là (franska)
- 2018 – Närmare kommer vi inte (Tillsammans med författaren Monika Steinholm, Wibom books. ISBN 9789198293531
- 2020 – Gå med mig till hörnet. Ordfront förlag. ISBN 9789177751304
  - 2022 - Walk me to the corner (översättning av Hanna Strömberg) Drawn and quarterly (engelska)
  - 2022 - Llévame contigo (översättning av Alba Pagán) Blackie Books (spanska)
  - 2022 - Bring mich noch zur Ecke (översättning av Katharina Erben) Avant-Verlag (tyska)
- 2024 – Kattflickan, Ordfront förlag. ISBN 9789177754343

### Andra publiceringar
(serier i antologier)

- 2003 – Allt för konsten 4, Optimal Press
- 2005 – Allt för konsten 6, Optimal Press
- 2005 – Glömp 7, Boingbeing
- 2008 – Allt för konsten 7, Optimal Press
- 2009 – Allt jag rör vid försvinner, Kartago förlag (sammanställning och seriemanus: Henrik Bromander)

### Andra översättningar
- 2008 – (bidrag till) From the Shadow of the Northern Lights, Galago (engelska)
- 2008 – (bidrag till) Drawn & Quarterly Showcase #5, Drawn & Quarterly, Kanada (engelska)
- 2010 – (bidrag till) From the Shadows of the Northern Lights 2, Galago (engelska)

Källor: 

## Utmärkelser
Anneli Furmark har fyra gånger mottagit Seriefrämjandets pris Urhunden: 2005 för albumet Amatörernas afton, 2008 för Jamen förlåt då, 2016 för Den röda vintern och 2021 för Gå med mig till hörnet. Dessutom fick hon första pris vid 2004 års seriefestival i finska Kemi. 2010 mottog hon Adamsonstatyetten. Maj 2012 erhöll hon Västerbotten-Kurirens kulturpris. Västerbotten-Kuriren prisade bland annat Furmarks stora spännvidd – "från samtidssatiriska relationsberättelser och vemodiga roadmovies genom norrländska landskap till hemliga möten över tid och rum".
Våren 2023 utsågs Furmark till hedersdoktor vid Umeå universitet.

## Utställningar
- Anneli Furmark: Mind map på Bildmuseet, Umeå Universitet, från 2010-11-21 till 2011-01-30.[18]